# Stazione di Portici-Ercolano
Stazione di Portici-Ercolano vasútállomás Olaszországban, Portici településen.

## Vasútvonalak
Az állomást az alábbi vasútvonalak érintik:
- Nápoly–Battipaglia-vasútvonal

## Kapcsolódó állomások
A vasútállomáshoz az alábbi állomások vannak a legközelebb:
- Stazione di Torre del Greco (Stazione di Castellammare di Stabia)
- Stazione di Pietrarsa-San Giorgio a Cremano (Stazione di Napoli Campi Flegrei)
- Stazione di Torre del Greco (Stazione di Salerno)